# Memory Island Provincial Park
Der Memory Island Provincial Park ist ein 0,92 Hektar großer Provincial Park in der kanadischen Provinz British Columbia. Der Park liegt etwa 37 Kilometer nordwestlich von Victoria im Cowichan Valley Regional District. Er ist, nach dem Seton Portage Historic Provincial Park, der kleinste der Provincial Parks in British Columbia.
In seiner Nähe, am nordwestlichen Ufer des Shawnigan Lake, liegt der West Shawnigan Lake Provincial Park.

## Anlage
Bei dem Park handelt es sich um einen der beiden kleinsten Provincial Parks in British Columbia. Er liegt auf einer Insel am südlichen Ende des Shawnigan Lake. Der Park ist dabei nur mit einem Boot zu erreichen. Er ist der einzige auf Vancouver Island, welcher auf einer Insel in einem Süßwassersee liegt.
Bei dem Park handelt es sich um ein Schutzgebiet der Kategorie II (Nationalpark).

## Geschichte
Der Park gehört zu den ältesten 30 der noch bestehenden BC Provincial Parks und wurde im Jahr 1945 eingerichtet. Mit seinem Namen soll an die beiden Söhne eines Anwohnerpaares erinnert werden, welche im Zweiten Weltkrieg ums Leben gekommen sind.

## Flora und Fauna
Wegen der geringen Größe des Parks ist eine Einordnung in das Ökosystem von British Columbia problematisch. Die umliegenden Parks werden jedoch der Eastern Very Dry Maritime Subzone der Coastal Douglas-fir Zone zugeordnet.
Auf Grund der relativ abgeschiedenen Lage brüten auf der Insel verschiedene Vogelarten, so konnte die Parkverwaltung dort brütende Gänsesäger, Gürtelfischer und Wilson-Bekassine nachweisen. Hinzu kommen verschiedene Säugetiere, Amphibien und Reptilien.

## Aktivitäten
Viele Paddler nutzen die kleine Insel für einen Zwischenaufenthalt vom West Shawnigan Lake Provincial Park; allerdings ist dies auf die helle Tageszeit beschränkt, denn es handelt sich um eine sogenannte day use area.
Der Park hat keine Stellplätze für Zelte oder ähnliches und verfügt nur über eine einfache Sanitäranlage.